# 紳寶波佛斯動力CBJ-MS衝鋒槍
紳寶波佛斯動力CBJ-MS衝鋒槍（英語：Saab Bofors Dynamics CBJ-MS）是一款由瑞典槍械設計師伯蒂爾·約翰遜（英語：Bertil Johansson）所設計，紳寶波佛斯動力公司提供研究贊助，目前由CBJ技術有限公司所生產的最新型冲锋枪，同時兼具冲锋手枪和個人防衛武器的特點。發射特別研發的6.5×25毫米CBJ-MS和9×19公釐帕拉貝倫手枪子彈。

## 發展
紳寶波佛斯動力CBJ-MS個人防衛武器在2000年8月首次展出。這款武器在好幾個方面都不同尋常，這不僅僅是因為它是為了擔當最主要的個人防衛武器的角色，必要時亦可充當手枪、冲锋枪、突擊武器和輕型支援武器（英語：Light Support Weapon，簡稱：LSW）。它也可以現場轉換其口徑，轉換程序完成以後就可發射兩種口徑的彈藥之一。在對於純粹的軍事用途上的時候，CBJ-MS發射的是特別為其研製的新型6.5×25毫米CBJ子彈；但只要通過簡單地改變槍管，它就可以發射較適合警用、訓練和其他特殊用途的9×19公釐帕拉貝倫手枪彈藥。
6.5×25毫米CBJ子彈具有與9×19公釐帕拉貝倫彈藥相同的外形尺寸，而且可以產生相同水平的發射脈衝。每發6.5×25毫米CBJ子彈全彈重約4.5克（79.37格令），全彈總長度為29.7毫米（1.17英吋）。彈殼是由铝所製造。其普通彈的彈頭為直徑4毫米（0.16英吋）、重2克（35.27格令）的鎢合金穿甲彈，插在一個由很輕的聚合物製成的彈托，發射後具有最小815米／秒（2,723英尺／秒）的高度槍口初速。在230公尺（251.53码，754.59英尺）距離可以貫穿標準的CRISAT靶板，而在50公尺（54.68码，164.04英尺）亦可貫穿7毫米（0.28英吋）厚裝甲鋼板，更可貫穿目前和今後的各方防彈衣。據聲稱，6.5×25毫米CBJ子彈亦能夠有效打擊輕裝甲車輛，例如装甲输送车，其他的優點包括高衝擊速度、拜低平的彈道所賜的命中概率提高、能量轉移目標率較高和槍管磨損和腐蚀水平較低。

## 設計細節
紳寶波佛斯動力CBJ-MS個人防衛武器是一枝非常緊湊的武器，在伸縮式钢絲製槍托縮折時只有363毫米（14.29英吋），而槍托伸展時為565毫米（22.24英吋）。這武器的體積細小、重量輕盈、攜帶方便，而強大的火力卻可令人印象深刻。

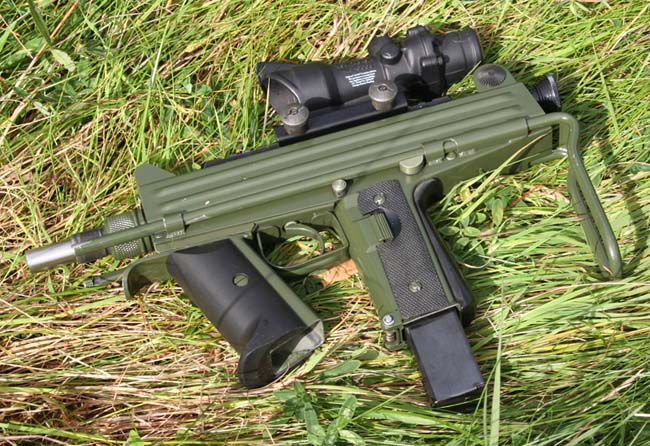
裝上ACOG光學瞄準鏡和彈匣供彈的紳寶波佛斯動力CBJ-MS

在武器的整體外觀而言酷似烏茲衝鋒槍，而主要區別是扳機護環前方的前握把。前握把內部中空，可以容納一個備用彈匣，以加快更換彈匣的速度。前握把可以很容易地拆卸下來並且裝上其他的戰術配件，例如戰術燈或雷射瞄準器。
其基本工作原理是採用後膛開放式槍栓、直接反沖作用和固定式擊針。但可以因應客戶的特殊需要，將其更改為一套帶有獨立的自由浮動式撞針的閉鎖式槍栓槍機系統。與烏茲衝鋒槍一樣使用包絡式槍機，在槍機閉鎖時包覆著槍管尾部的大部份，從而縮短槍機運作距離，亦能達到縮短全槍總長度。由於機匣上方設有MIL-STD-1913戰術導軌，因此其拉機柄由早期型烏茲衝鋒槍的設於機匣頂部的U型拉機柄改為裝在機匣尾部的塞子型拉機柄。向後拉動拉機柄時使槍機待擊，鬆手後自動彈回（不論開放式槍栓和閉鎖式槍栓），而且射擊時不會跟隨槍機一起運動。這槍亦把主握把前板作為其握把式保險，必需按壓才可發射，可以大大減低走火的機會。
紳寶波佛斯動力CBJ-MS的射控扳機類似斯泰爾AUG突擊步槍和TMP衝鋒槍，即是扳機同時控制全槍的發射模式選擇。扳機的第一段為半自動射擊模式，而扳機繼續扣則進入第二段的全自動射擊模式。這槍發射速率是大約700發／分鐘。
紳寶波佛斯動力CBJ-MS的彈藥是由專屬20、30發可拆卸式彈匣供彈，20發彈匣的長度與垂直手槍握把匹配，能夠讓槍身更為短小。當這槍充當輕型支援武器（英語：Light Support Weapon，簡稱：LSW）的角色的時候，更可使用容量更大的100發可拆卸式彈鼓供彈。其彈鼓設計特別，彈鼓上設有一段較長的供彈座。使用時，將供彈座插入握把中。每條快速裝填用途彈夾條可裝填6發，將5條至6條彈夾條連在一起，共30發或36發子彈的彈夾條排，通過裝在彈匣快速裝彈器上快速裝填。其彈匣設計、彈夾條和快速裝彈器都來自卡爾·古斯塔夫M/45衝鋒槍。彈殼收集袋可以加裝到機匣右側的拋殼口。
只需要更換槍管（改變膛室），就可把紳寶波佛斯動力CBJ-MS的口徑由6.5×25毫米CBJ-MS轉換為9×19公釐帕拉貝倫彈。首先取出手槍握把內的彈匣，然後簡單地擰開槍管上的緊鎖螺母和取出原來的槍管，將另一口徑槍管裝上以及擰緊緊鎖螺母就完成口徑轉換。這樣的設計也方便維修和／或更換上槍口帶螺紋槍管。不論更換口徑還是不完全分解都不用使用工具。9×19毫米口徑槍管可以裝上管狀钛合金消聲器。
在6.5×25毫米口徑的紳寶波佛斯動力CBJ-MS充當輕型支援武器的角色的時候，可以在標準槍管上、緊鎖螺母前方安裝一具卡夾式兩腳架（與M16A1的兩腳架設計相似）。
紳寶波佛斯動力CBJ-MS的機匣上方設有MIL-STD-1913戰術導軌，可以用以安裝將光学瞄准镜、光電瞄準具（紅點鏡／反射式瞄準鏡和全息瞄準鏡）、棱鏡式瞄準鏡、夜視鏡或熱成像儀等配件，另外還可加裝雷射瞄準器和戰術燈。在衝鋒槍的機匣兩側也可增加一段導軌供安裝戰術燈或雷射瞄準器。與其他衝鋒槍不同，據聲稱，紳寶波佛斯動力CBJ-MS特別適合裝上ACOG光學瞄準鏡作瞄準射擊。
紳寶波佛斯動力CBJ-MS的設計充分考慮到人體工學，使用非常簡單，品質可靠，精確度高，可以在緊急時單手使用，最初設想是用作個人防衛武器，給常規及非常規戰鬥人員例如軍官、汽車司機、坦克駕駛員、火車車組人員、飛行員、醫療勤務兵、機槍手、炮兵等使用。

## 流行文化

### 電子遊戲
- 2013年—：命名為「CBJ-MS」（中文版則命名為「CBJ-MS衝鋒槍」），發射6.5×25毫米CBJ子彈，綠色槍身，造型上裝有前握把，載彈量50+1發，最高攜彈量為90發（單人模式）。單人模式之中於「揭開序幕」（Baku）戰役中拾獲後解鎖並且可由美国海军陆战队精英小隊「墓碑」隊長丹尼爾·雷克（Daniel Recker）所使用；多人聯機模式時為「工程兵」（Engineer）的解鎖武器包武器之一，於達到19,000點個人防衛武器得分時才能解鎖，被歸類為個人防衛武器，並可以使用反射式、雷射瞄準器、制動器、M145（放大3.4倍）、手電筒、防火帽、全像、消音器、ACOG（放大4倍）、斜視金屬瞄準器、重型槍管以及七件戰鬥包附件（FLIR（紅外線放大2倍）、稜鏡（放大3.4倍）、JGM-4（放大4倍）、土狼、消焰器、綠點雷射瞄準器、紅外線夜視鏡（紅外線放大1倍）、眼鏡蛇、LS06消音器、PBS-4消音器、雷射／燈光組合、PKA-S、PK-A（放大3.4倍）、PSO-1（放大4倍）、R2消音器、戰術燈、三光束雷射、HD-33當中之七）。
- 2013年—：命名為「CBJ-MS」，綠色槍身，造型上裝有前握把，以32發（戰役模式及滅絕模式）和34發（聯機模式，可使用改裝：延長彈匣增至51發）彈匣供彈，初始攜彈量為68發（聯機模式）和96發（滅絕模式），最高攜彈量為224發（戰役模式）、204發（聯機模式）和256發（滅絕模式），內置穿甲彈（聯機模式中描述為發射定制钨彈頭）。戰役模式之中由「聯邦」（Federation）軍所使用；聯機模式時可以使用紅點鏡、ACOG光學瞄準鏡、全息瞄準鏡、可變倍率反射式瞄準鏡、熱能探測混合式瞄準鏡、追踪器瞄準鏡、消焰器、消音器、制退器、前握把、延長彈匣、射速增加；滅絕模式時以1,500點取得。
- 2014年—：命名為“CBJ-MS”，以30發彈匣（使用延長彈匣後增至100發）供彈，攜彈量為180發。
- 2014年—：只在聯機模式中出現，以本槍為藍本，命名為「MP11」，使用白色和黑色槍身，以32發（聯機模式可使用改裝：延長彈匣增至48發）彈匣供彈，初始攜彈量為96發（聯機模式），最高攜彈量為192發（聯機模式）。可以使用紅點鏡、混合式瞄準鏡、自动对焦瞄準鏡、目標增強瞄準鏡、熱成像儀、ACOG光學瞄準鏡、雷射瞄準器、前握把、槍托、追踪器、先進膛線、延長彈匣、射速增加、消音器、抛物线麦克、快速抽出握把。
- 2018年—《少女前线》：以战术人形的姿态出现，命名为“C-MS”，归类为5星级SMG。